# Ямбургский кирасирский полк
Ямбургский кирасирский полк — кавалерийская часть (кирасирский полк) Русской императорской армии.

## История
- 1707 — Князем Григорием Семёновичем Волконским сформирован Устюжский драгунский полк из рекрут и посадских людей.
- Участвовал в Северной войне:
  - 1708 — У Кадина и при Лесной
  - 1709 — Под Полтавой и Переволочной
  - 1711 — Прутский поход.
  - 1711-1712 — В Померании.
- 11.1712 — Переименован в Ямбургский драгунский полк.
- 16.02.1727 — Переименован в Елецкий драгунский полк.
- 06.11.1727 — Переименован в Ямбургский драгунский полк.

Ямбургским драгунам 8 марта 1730 года присвоен полковой герб: в золотом гербовом щите на голубом поле одноглавый черный орел на белом камне, и над ним золотое солнце.
- 1737 — Крымский поход.
- 1738 — Охрана границ.
- 1739 — Дело при Ставучанах.
- 1741 — Штурм батарей на Кваркенбакене.
- 1763 — Переформирован в Ямбургский карабинерный полк. В 1775 году в составе Таврического (Крымского) корпуса или II армии (другое наименование) на Юге России, на Кубани.
- 1796 — Переформирован в Ямбургский кирасирский полк.

Впоследствии назывался по шефу (почётному командиру) Кирасирским князя Чевкина (1798 год), Кирасирским ген-майора Гельфрейха (1799 год), Кирасирским генерал-майора Горчакова полком (1800 год).
- 8 марта 1800 года полк упразднён, то есть расформирован. Воинские чины формирования обращены на укомплектование Кирасирского генерал-лейтенанта Князя Ромодановского-Ладыженского полка и Мушкетёрских генерал-майора Энгельгарта 1-го и генерала-майора Измайлова полков.

## Командиры полка
- 1777 — генерал-майор фон Дерфельден, Отто-Вильгельм Христофорович
- 1778 — 1787 — полковник (с 1785 бригадир) граф фон дер Пален, Пётр Алексеевич
- 25.07.1798 — 02.10.1798 — граф, генерал-майор Фердинанд Де Броглио (Elséar Ferdinand François de Broglie)

## Известные люди, служившие в полку
- Булатов, Михаил Леонтьевич, генерал-лейтенант
- Глазенап, Григорий Иванович, генерал-лейтенант
- Фон Тонус, Кондратий, генеральный консул в Египте
- Фролов-Багреев, Алексей Петрович
- Хомяков, Алексей Афанасьевич, генерал-майор
- Хрущов, Иван Алексеевич, генерал-майор
- Кошелев, Павел Иванович, генерал-майор.